# 凰升塘古建筑群
凰升塘古建筑群，位于中华人民共和国浙江省金华市义乌市大陈镇，是浙江省省级文物保护单位之一。
2017年1月19日，凰升塘古建筑群被列入第七批浙江省文物保护单位，该文物保护单位是一座古建筑。